# Іліє Матей
Іліє Матей (рум. Ilie Matei; нар. 11 липня 1960, Ришка, Сучава) — румунський борець греко-римського стилю, срібний та дворазовий бронзовий призер чемпіонатів Європи, чемпіон Балканського чемпіонату, чемпіон Балканських ігор, чемпіон Універсіади, срібний призер Олімпійських ігор.

## Життєпис
На літніх Олімпійських ігрпх 1984 року в Лос-Анджелесі Матей виступив на змаганнях з боротьби в обох дисциплінах. У вільній боротьбі, яка не була для нього основною, виступив невдало. Розгромно програвши у першій сутичці представнику Пакистану Абдулу Мажиду Марувалі, румунський борець на другу сутичку не з'явився.
На змаганнях з основної для себе греко-римської боротьби Іліє Матей виграв чотири сутички у своїй підгрупі, посівши в ній перше місце. Це дозволило йому зустрітися з переможцем іншої підгрупи Стівом Фрейзером зі США у боротьбі за золоту олімпійську медаль. Румун першим заробив один бал і втримував переможний рахунок до останньої хвилини сутички, але за 41 секунду до кінця американцю вдалося зрівняти рахунок, перевіши суперника в партер. У час, що залишився, Матей щосили намагався набрати ще одне очко, але йому це не вдалося. За правилами змагань, принічийному рахунку, переможцем оголошували того, хто останній набрав бали. То ж Стів Фрейзер здобув першу медаль для країни у греко-римській боротьбі, більше того вона стала золотою, а Іліє Матей мусив задовільнитися олімпійським сріблом.

## Спортивні результати на міжнародних змаганнях

### Виступи на Олімпіадах
| Змагання                    | Збірна  | Вагова категорія                 | Місце                      |
| --------------------------- | ------- | -------------------------------- | -------------------------- |
| Літні Олімпійські ігри 1984 | Румунія | греко-римська боротьба, до 90 кг | Срібло                     |
| Літні Олімпійські ігри 1984 | Румунія | вільна боротьба, до 90 кг        | вибув після другого раунду |

### Виступи на Чемпіонатах світу
| Змагання                        | Збірна  | Вагова категорія                 | Місце |
| ------------------------------- | ------- | -------------------------------- | ----- |
| Чемпіонат світу з боротьби 1982 | Румунія | греко-римська боротьба, до 90 кг | 4     |
| Чемпіонат світу з боротьби 1983 | Румунія | греко-римська боротьба, до 90 кг | 5     |
| Чемпіонат світу з боротьби 1985 | Румунія | греко-римська боротьба, до 90 кг | 4     |
| Чемпіонат світу з боротьби 1987 | Румунія | греко-римська боротьба, до 90 кг | 5     |

### Виступи на Чемпіонатах Європи
| Змагання                         | Збірна  | Вагова категорія                 | Місце  |
| -------------------------------- | ------- | -------------------------------- | ------ |
| Чемпіонат Європи з боротьби 1982 | Румунія | греко-римська боротьба, до 90 кг | 4      |
| Чемпіонат Європи з боротьби 1983 | Румунія | греко-римська боротьба, до 90 кг | Бронза |
| Чемпіонат Європи з боротьби 1984 | Румунія | греко-римська боротьба, до 90 кг | 4      |
| Чемпіонат Європи з боротьби 1985 | Румунія | греко-римська боротьба, до 90 кг | Срібло |
| Чемпіонат Європи з боротьби 1986 | Румунія | греко-римська боротьба, до 90 кг | Бронза |
| Чемпіонат Європи з боротьби 1987 | Румунія | греко-римська боротьба, до 90 кг | 6      |

### Виступи на Балканських іграх
| Змагання             | Збірна  | Вагова категорія                 | Місце  |
| -------------------- | ------- | -------------------------------- | ------ |
| Балканські ігри 1979 | Румунія | греко-римська боротьба, до 90 кг | Золото |

### Виступи на Балканських чемпіонатах
| Змагання                              | Збірна  | Вагова категорія                 | Місце  |
| ------------------------------------- | ------- | -------------------------------- | ------ |
| Балканський чемпіонат з боротьби 1980 | Румунія | греко-римська боротьба, до 90 кг | Золото |

### Виступи на Балканських Універсіадах
| Змагання               | Збірна  | Вагова категорія                 | Місце  |
| ---------------------- | ------- | -------------------------------- | ------ |
| Літня Універсіада 1981 | Румунія | греко-римська боротьба, до 90 кг | Золото |

### Виступи на інших змаганнях
| Змагання                           | Збірна  | Вагова категорія                 | Місце  |
| ---------------------------------- | ------- | -------------------------------- | ------ |
| Гран-прі Німеччини з боротьби 1983 | Румунія | греко-римська боротьба, до 90 кг | Золото |
| Гран-прі Німеччини з боротьби 1984 | Румунія | греко-римська боротьба, до 90 кг | Бронза |
| Гран-прі Німеччини з боротьби 1986 | Румунія | греко-римська боротьба, до 90 кг | Золото |
| Золотий Гран-прі з боротьби 1987   | Румунія | греко-римська боротьба, до 90 кг | 4      |
| Гран-прі Німеччини з боротьби 1987 | Румунія | греко-римська боротьба, до 90 кг | Срібло |
| Гала гран-прі FILA 1987            | Румунія | греко-римська боротьба, до 90 кг | 4      |

### Виступи на змаганнях молодших вікових груп
| Змагання                                       | Збірна  | Вагова категорія                 | Місце |
| ---------------------------------------------- | ------- | -------------------------------- | ----- |
| Чемпіонат Європи з боротьби серед юніорів 1980 | Румунія | греко-римська боротьба, до 90 кг | 5     |